# Konačno rješenje
»Konačno rješenje« (njem. Endlösung, eng. Final Solution), naziv plana nacističke Njemačke za sustavni genocid nad europskim Židovima, koji je doveo do posljednje, najsmrtonosnije faze holokausta (šoa). Heinrich Himmler bio je glavni arhitekt plana, a njemački vođa Adolf Hitler nazvao je ga »konačnim rješenjem židovskog pitanja« (njem. Endlösung der Judenfrage).
Pokolji oko milijun Židova već su se dogodili prije nego što su planovi za konačno rješenje u potpunosti primijenjeni 1942. godine, ali tek nakon odluke o iskorijenjenju cjelokupnog židovskog stanovništva izgrađeni su logori smrti, i u punoj mjeri započelo je industrijalizirano masovno ubijanje Židova. Odluka o sustavnom istrebljenju europskih Židova donesena je do ili na konferenciji u Wannseeu, održanoj u Berlinu, u vili Wannsee 20. siječnja 1942. Konferencijom je predsjedao Reinhard Heydrich. Djelovao je u skladu s ovlastima koje mu je dodijelio Reichsmarschall Hermann Goering u pismu od 31. srpnja 1941. Goering je naredio Heydrichu da se posveti »rješenjem židovskog problema«. Tijekom te konferencije, skupina njemačkih nacističkih dužnosnika razgovarala je o tome kako se »konačno rješenje židovskog pitanja« treba provesti. Kopija bilješki s tog sastanka saveznici su pronašli tek 1947. godine, prekasno da bi se koristila kao dokaz tijekom Nürnberških procesa.
Do ljeta 1942. Operacija Reinhard započela je sustavno istrebljenje Židova, iako su stotine tisuća već ubijene od strane odreda smrti i u masovnim pogromima. U Himmlerovom govoru tijekom konferencije u Poznanju 6. listopada 1943., Himmler je po prvi put jasno stavio do znanja svim okupljenim vođama Reicha na što se konačno rješenje odnosi.

### Književnost
- Furet, François. 1989. Unanswered questions: Nazi Germany and the genocide of the Jews. Schocken Books. ISBN 978-0-8052-0908-2CS1 održavanje: ref=harv (link)
- Browning, Christopher R. 2007. The Origins of the Final Solution: The Evolution of Nazi Jewish Policy, September 1939-March 1942. U of Nebraska Press. ISBN 978-0-8032-0392-1CS1 održavanje: ref=harv (link)
- Fleming, Gerald. 1987. Hitler and the Final Solution. University of California Press. ISBN 978-0-520-06022-7CS1 održavanje: ref=harv (link)
- Christian Gerlach. The Wannsee Conference, the Fate of German Jews, and Hitler's decision in principle to exterminate all European Jews, The Journal of Modern History. Chicago: December 1998.Vol.70, Iss. 4; pp. 759, 54 pgs.
- Schultheis, Herbert; Wahler, Isaac E. 1988. Bilder und Akten der Gestapo Würzburg über die Judendeportationen 1941-1943. Rötter. ISBN 978-3-9800482-7-9CS1 održavanje: ref=harv (link)
- Longerich, Peter. 2005. The Unwritten Order: Hitler's Role in the Final Solution. Tempus. ISBN 978-0-7524-3328-8CS1 održavanje: ref=harv (link)
- Baumslag, Naomi. 2005. Murderous Medicine: Nazi Doctors, Human Experimentation, and Typhus. Greenwood Publishing Group. ISBN 978-0-275-98312-3CS1 održavanje: ref=harv (link)

## Vanjske poveznice
- (engl.) Web stranica memorijalnog i edukativnog centra u Wannseeu, ghwk.de